# Cortinarius fulvosquamosus
Cortinarius fulvosquamosus är en svampart som beskrevs av P.D. Orton 1977. Cortinarius fulvosquamosus ingår i släktet Cortinarius och familjen spindlingar.   Inga underarter finns listade i Catalogue of Life.